# Дев'ятисил осотовий
Дев'ятиси́л осо́товий, або відка́сник осотови́дний (Carlina cirsioides) — багаторічна рослина родини айстрових. Вирізняється високими стеблами, що несуть поодинокі суцвіття-кошики із жовтуватими та білими квітками. Поширений в Україні та Польщі у степах і на суходільних луках. Рідкісний вид, занесений до Європейського Червоного списку та Червоної книги України у статусі «Вразливий». Має господарське значення як декоративна, лікарська та протиерозійна рослина.

## Опис
Багаторічна трав'яниста рослина заввишки 15-50 см, гемікриптофіт. Має корінь стрижневого типу. Стебла поодинокі чи парні, прямостоячі, прості, клочкувато-павутинисті, густо улиснені, брудно-пурпурові, на верхівці несуть по одному суцвіттю. Листки 11-45 см завдовжки та 7-15 см завширшки, черешкові, в обрисі довгасто-еліптичні, формою від пірчасторозсічених до пірчастороздільних (інколи бувають пірчастонадрізаними), жорсткі, павутинисті з обох боків, світло-зелені. Їхні бічні сегменти у кількості 4-10 пар пальчастонадрізані, з довгастоланцетними лопатями та колючозубчастими краями. Черешки коричнево-пурпурового кольору. Верхівкові листки, розташовані під суцвіттям, мають широкі черешки та розгалужені колючки.
Суцвіття — кошики завширшки 7-13 см. Зовнішні листочки їхньої обгортки сидячі, довгасті, колючо-загострені, темно-бурі; середні яйцеподібні чи вузьколанцетні, тонкозагострені, зовні коричневі, павутинисті; внутрішні лінійні або вузьколінійні, жовтуваті, із бурувато-пурпуровим відтінком зовні. У центрі кошика розташовані жовтуваті трубчасті квітки 11–13 мм завдовжки. По краях кошика знаходяться значно більші білі язичкові квітки.
Плоди — довгасті, темно-сірі, густоволосисті сім'янки, що мають на верхівці по краю кільце волосків. Цей чубок сягає 14–17 мм завдовжки.

## Поширення та екологія
Дев'ятисил осотовий має відносно вузький ареал, що охоплює терени лише двох країн — Польщі та України. Крім того, можливе його зростання на півночі Молдови, але такі припущення поки що остаточно не підтверджені. Польські популяції займають Люблінську височину, але вони вивчені недостатньо, таким чином, дев'ятисил осотовий є ендеміком України, оскільки основна частина ареалу лежить саме у її межах. Українські осередки дев'ятисила осотового розташовані виключно на Правобережжі, де цей вид спорадично трапляється на Поділлі, Опіллі та півдні Полісся. В географічному відношенні українські популяції дев'ятисила осотового приурочені до Волино-Подільської височини та окремих районів Прикарпаття.
Морозостійка, помірно посухостійка, світлолюбна рослина. Віддає перевагу ґрунтам із помірно високим вмістом кальцію (гемікальцефіл). Зростає у розріджених лісах, на узліссях, степових або лучно-степових схилах переважно південної експозиції. Входить до складу рослинних угруповань класу Festuco-Brometea, рідше — Molinio-Arrhenatheretea. У природі дев'ятисил осотовий не утворює заростей, а трапляється поодинокими особинами, доволі віддаленими одна від одної.
Дев'ятисил осотовий розмножується винятково насінням. Надземна частина починає відростати у другій та третій декадах квітня, коли температура повітря сягне +10… +15 °C. Пуп'янки починають формуватися наприкінці травня — початку червня, масове цвітіння відбувається у липні — вересні. Оскільки цей вид починає закладати суцвіття навесні, погодні умови зими майже не впливають на рясність цвітіння. Насіння достигає відносно пізно — у жовтні, а вивільняється з плодів лише у лютому–березні наступного року. Осінні приморозки ця рослина зустрічає із зеленим листям; за спостереженнями у культурі вегетаційний період становить близько 160 днів. Схожість насіння становить близько 57-60 % при посіві у землю, на цьому рівні вона зберігається 3-4 роки.

## Статус і значення виду
Дев'ятисил осотовий має наукову цінність, по-перше, як ендемік України із вузьким ареалом, по-друге, як малочисельний вид. Навіть найбільші з його осередків, що займають площу в декілька гектарів, налічують невелику кількість особин. І хоча насіннєве поновлення цього виду задовільне, але через низьку запилюваність, обумовлену значною відстанню між рослинами, насіннєва продуктивність загалом невелика. Крім природної уразливості несприятливо на стан популяцій впливають заліснення схилів, збирання рослин, степові пожежі. Через це він занесений до Європейського Червоного списку та Червоної книги України у статусі «Вразливий». Охорона дев'ятисила осотового здійснюється в національному природному парку «Подільські Товтри», Галицькому національному природному парку, заказниках Гора Лиса та гора Сипуха, Гора Макітра, Голицькому. У культурі ця рослина представлена поки що тільки в колекції ботанічного саду Львівського університету.
В минулому дев'ятисил осотовий місцеве населення використовувало для складання букетів, в яких його суцвіття-кошики грали роль сухоцвітів. Цей вид привабливий і в квітниках. Вирощування його нескладне, оскільки загалом рослина невибаглива, тільки посів необхідно здійснювати на глибину не більше 12 см, інакше схожість значно падає. Дев'ятисил осотовий корисний і тим, що зростає на схилах і своїм довгим корінням закріплює ґрунти, запобігаючи їхній ерозії. В давнину цю рослину, як й інші види дев'ятисилів, використовували для лікування чуми, хоча їхні цілющі властивості не доведені.

## Таксономія
В межах виду не описано жодних субтаксонів, а його власний статус не має загального визнання. Якщо в Україні цю рослину розглядають як самостійний вид, то в міжнародних колах дев'ятисил осотовий переважно вважають синонімічною назвою дев'ятисила безстеблого.